# Pselliophora rubella
Pselliophora rubella är en tvåvingeart som beskrevs av Edwards 1923. Pselliophora rubella ingår i släktet Pselliophora och familjen storharkrankar. Inga underarter finns listade i Catalogue of Life.